# Guillaume-Ernest Grève
Pour les articles homonymes, voir Grève (homonymie).
Guillaume-Ernest Grève né à Emden en Frise orientale et mort à Avignon le 19 juin 1639 est un peintre d'origine allemande, ayant réalisé toute sa carrière dans la région d'Avignon.

## Biographie
Guillaume-Ernest Grève (Wilhelm Ernst Greven) nait à Emden, fils de Guillaume Grève page de la Noble famille des Grève, capitaine de 50 carabinié, entre 1575 et 1580. En 1593, il entre dans sa ville natale à l'école de peinture d'un certain Gerryt, dont le patronyme laisse supposer qu'il était d'origine flamande.

### Arrivée à Avignon
Guillaume-Ernest Grève arrive à Avignon au début des années 1610, sans que l'on sache quel fut son parcours après avoir quitté l'école de Gerryt. Il se lie rapidement d'amitié avec l'architecte François de Royers de la Valfenière, qui sera témoin de son mariage en 1626 et parrain de sa fille unique, Marthe-Pétronille, née en 1631.
Par son mariage il acquiert une position sociale aisée, mais se trouve aussi en relation avec le clergé et avec la Légation apostolique. En effet, si sa femme Marie-Madeleine Desmares est fille d'un peintre avignonnais, la famille Desmares compte aussi plusieurs notaires, un chanoine de Saint-Pierre, et un surintendant des travaux au Palais Apostolique, et se trouve alliée aux Delbène, qui compte nombre de juristes réputés.
Il a son atelier place du Palais, face au prestigieux édifice pontifical, dans une maison qu'il loue de ses futurs beaux-parents, et qu'il finira par leur acheter. Au bas de ses tableaux, Grève latinise son prénom en "Guglielmo" ou "Gullielmus", ce qui lui vaudra d’être connu sous le nom de Guilherme par certains de ses contemporains, voire Guillermier sous la Révolution.

### Travaux avignonnais
Grève signe sa première toile avignonnaise en 1612. Il obtient très rapidement des commandes, et sa réputation va vite s'étendre bien au-delà des seuls États du Pape. Dès 1613, les Capucins de Riez lui commandent un tableau, suivis par les Prêcheurs d'Arles en 1616, puis par l'hôpital Saint-Jacques d'Aix-en-Provence en 1617. Peu après, c'est le Parlement de Provence qui l'emploie à la décoration d'un plafond de son palais.
À la décennie suivante, son activité ne ralentit pas, bien que Grève ait quitté Avignon pour une destination inconnue entre 1621 et 1622. La Valfenière emploie ses talents, et ceux de nombreux autres peintres, lors de l'entrée solennelle de Louis XIII à Avignon, en novembre 1622. Mais les commandes continuent à affluer de Provence, puisqu'à la même date il lui est demandé un retable pour la Collégiale de Six-Fours, d'autres pour Tarascon.
En 1630, il doit sans doute à La Valfenière, qui est alors à Carpentras, la commande de 2 tableaux pour la cathédrale Saint-Siffrein. Il travaille aussi pour divers ordres religieux de Valence.
Parmi ses dernières œuvres, figurent cinq tableaux pour le chœur de la Collégiale Saint-Pierre d'Avignon, alors en cours de réaménagement par La Valfenière (1634), et le tableau votif de la peste de 1636 que firent peindre les Consuls de L'Isle-sur-Sorgue pour l'église paroissiale.
Guillaume-Ernest Grève décéda dans sa maison de la place du Palais le 19 juin 1639, et fut enterré dans le caveau du chapitre de l'église de la Madeleine.
Très marquée à ses débuts par les "Peintres du Nord" et l'art flamand, puis par l'Italie, la manière de Grève évoluera peu à peu vers une grande simplification voire une sécheresse à laquelle son neveu Guillaume Grève, venu le rejoindre à une date inconnue (peut-être 1626), n'est sans doute pas étranger.

## Œuvres conservées
L'historienne Hélène Pichou a publié en 1981 une étude sur Guillaume-Ernest Grève, assortie d'un catalogue généreux. Mais, dans ses notes postérieures léguées à l'Académie de Vaucluse, elle a revu quelques attributions au profit d'artistes de son entourage, dont son neveu Guillaume. Reste tout de même un solide corpus, intégralement constitué de tableaux religieux :
- À Avignon même :
  - Collégiale Saint-Pierre : Jésus donnant les clefs à saint Pierre, 1634 – Quatre docteurs de l'Église latine, idem. – Sainte Famille avec sainte Marguerite et sainte Lucie[10], signée.
  - Collégiale Saint-Agricol : La descente du Saint-Esprit.
  - Église Saint-Symphorien-les-Carmes : Adoration des Mages (provient de l'église voisine des Augustins) – Quatre scènes du Martyre de saint Symphorien (proviennent de la primitive église de Saint Symphorien).
  - Ancien Grand Séminaire : La Visitation (signée datée 1612) – La Présentation au Temple (Id., 1612) – L'Adoration des Mages (deux toiles très différentes).
- Beaucaire, église Saint-Paul : Saint François et saint Louis au pied de la Croix.
- Grignan, église paroissiale : La Transfiguration, toile du maître-autel, signée.
- Malaucène, église paroissiale : Notre Dame du Suffrage.
- Carpentras, cathédrale Saint-Siffrein : Sainte Hélène remettant le Saint Mors à Constantin.
- Gordes, église paroissiale : deux scènes de la vie de sainte Agathe[11], Sainte Agathe distribuant des aumônes et Le jugement de sainte Agathe, la seconde signée datée 1634.

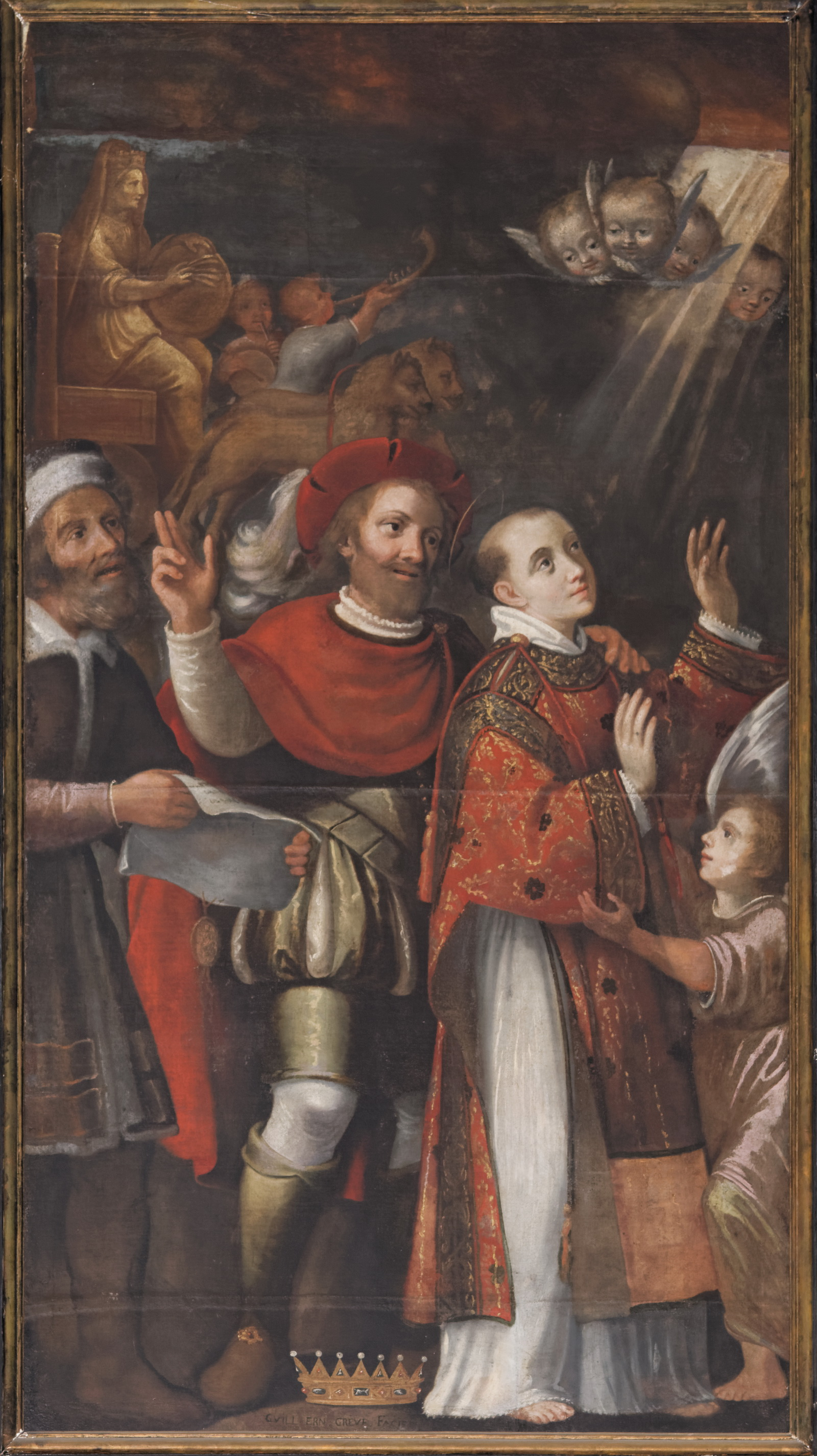
L'Isle-sur-Sorgue : Notre-Dame du Salut, célèbre tableau située dans la chapelle éponyme de la Collégiale Notre-Dame-des-Anges représentant en haut la Vierge entourée d'anges, en bas les saints patrons de la ville (saint Laurent, saint Roch et saint Pancrace) et au centre un panorama de la ville avec les remparts et la Sorgue.
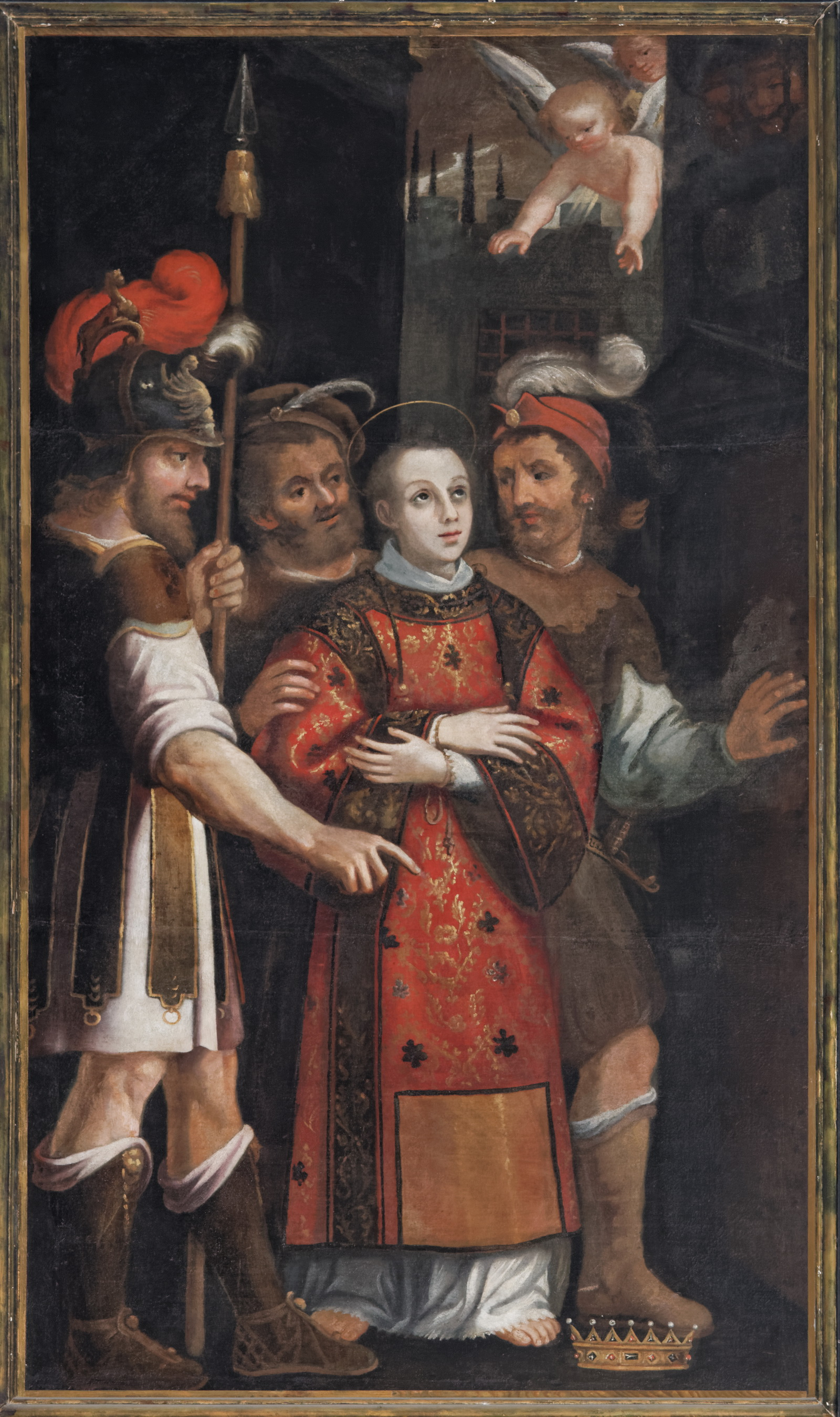
En prison.
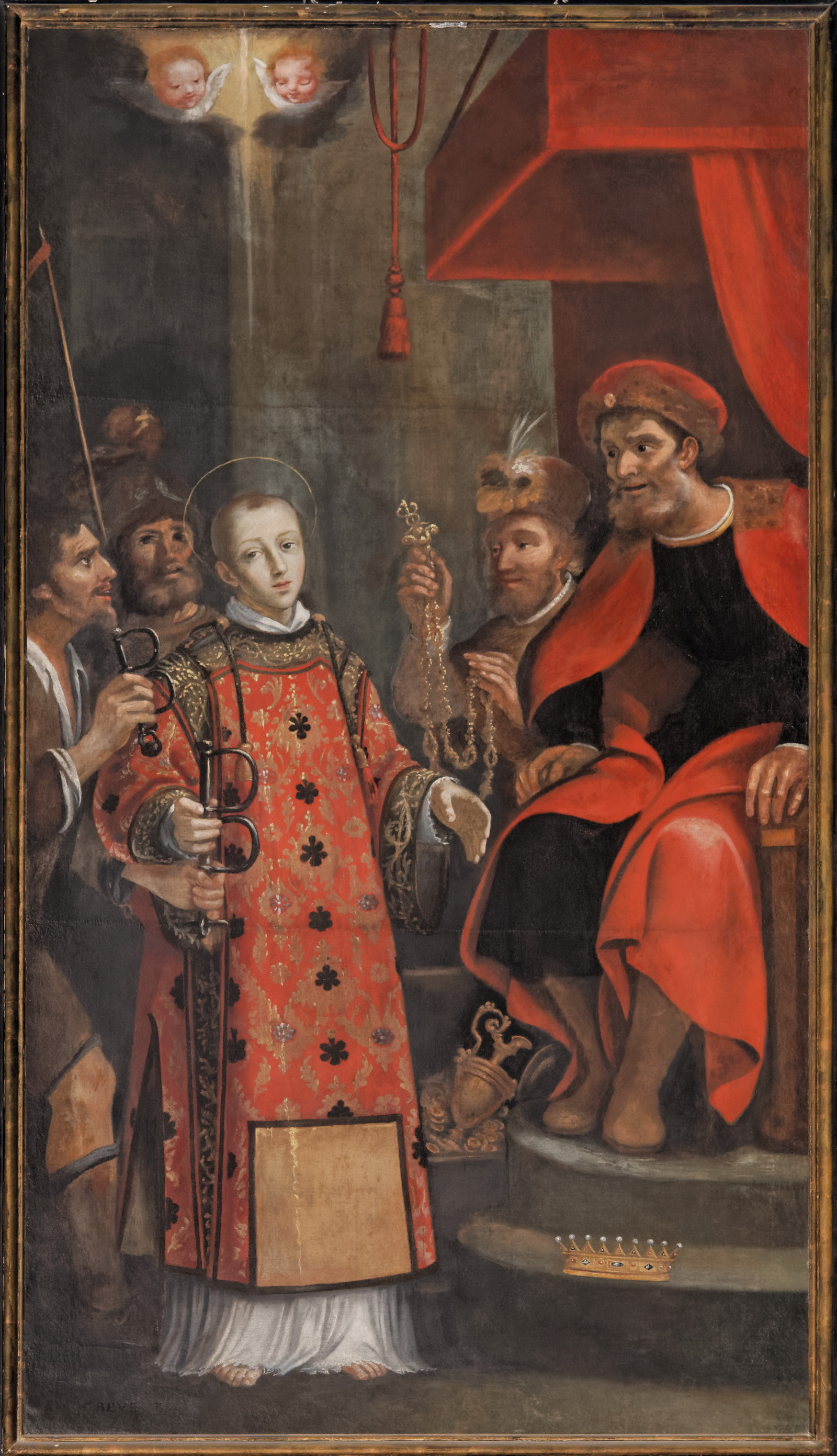
Le jugement.
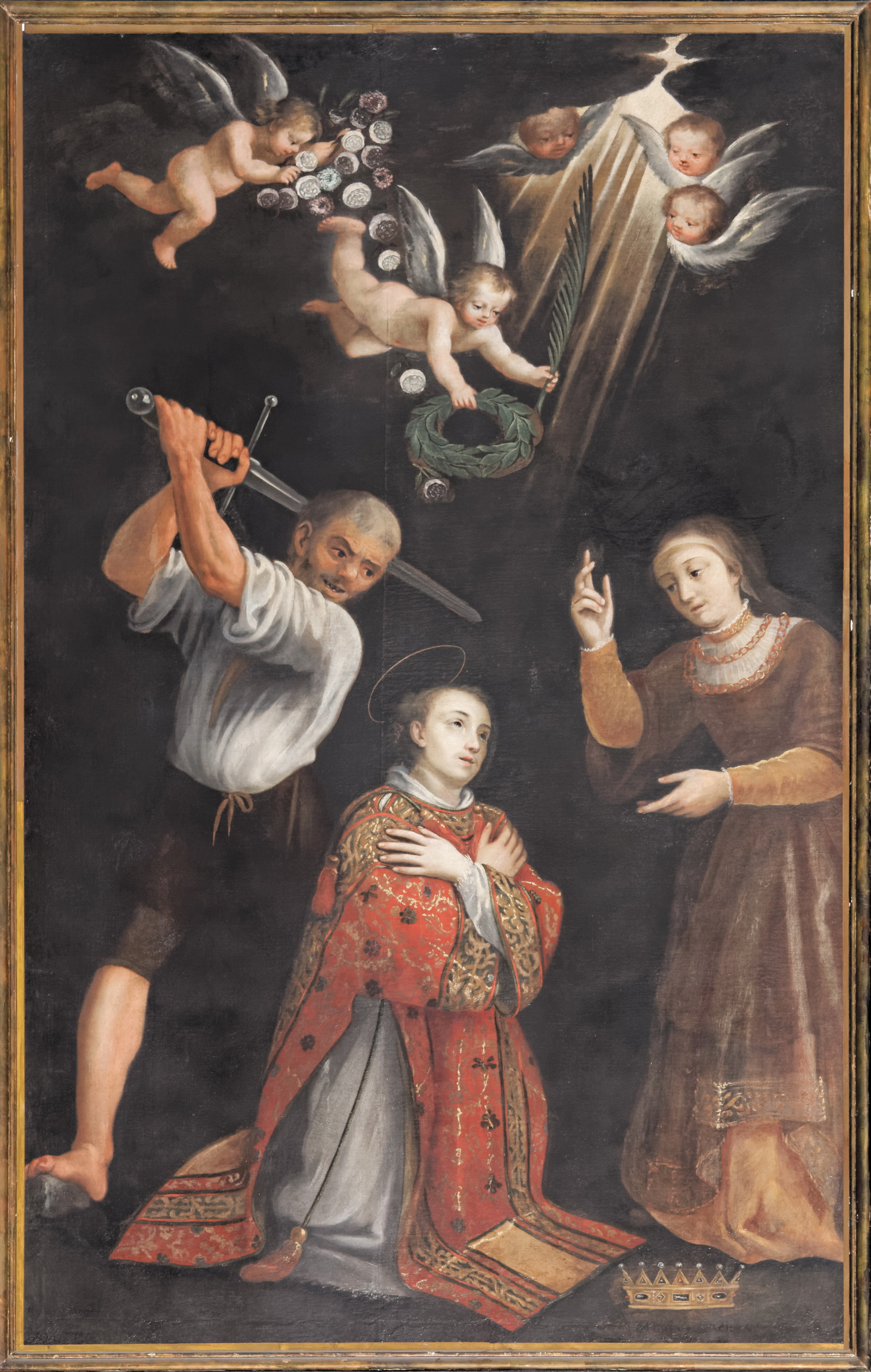
Le supplice.

- Mouriès, église paroissiale : Adoration des Mages, réplique du tableau des Augustins d'Avignon.
- Six-Fours, collégiale Saint-Pierre-aux-liens : Jésus donnant les clés à saint Pierre et Les Âmes du Purgatoire.
- Saint-Gilles, abbatiale : Nativité (provient d'Avignon).
- Moulins, Musée de la Visitation : La Visitation, datée de 1631[12] (provient du couvent des Visitandines de Valence).

- L'arrestation.
- En prison.
- Le jugement.
- Le supplice.

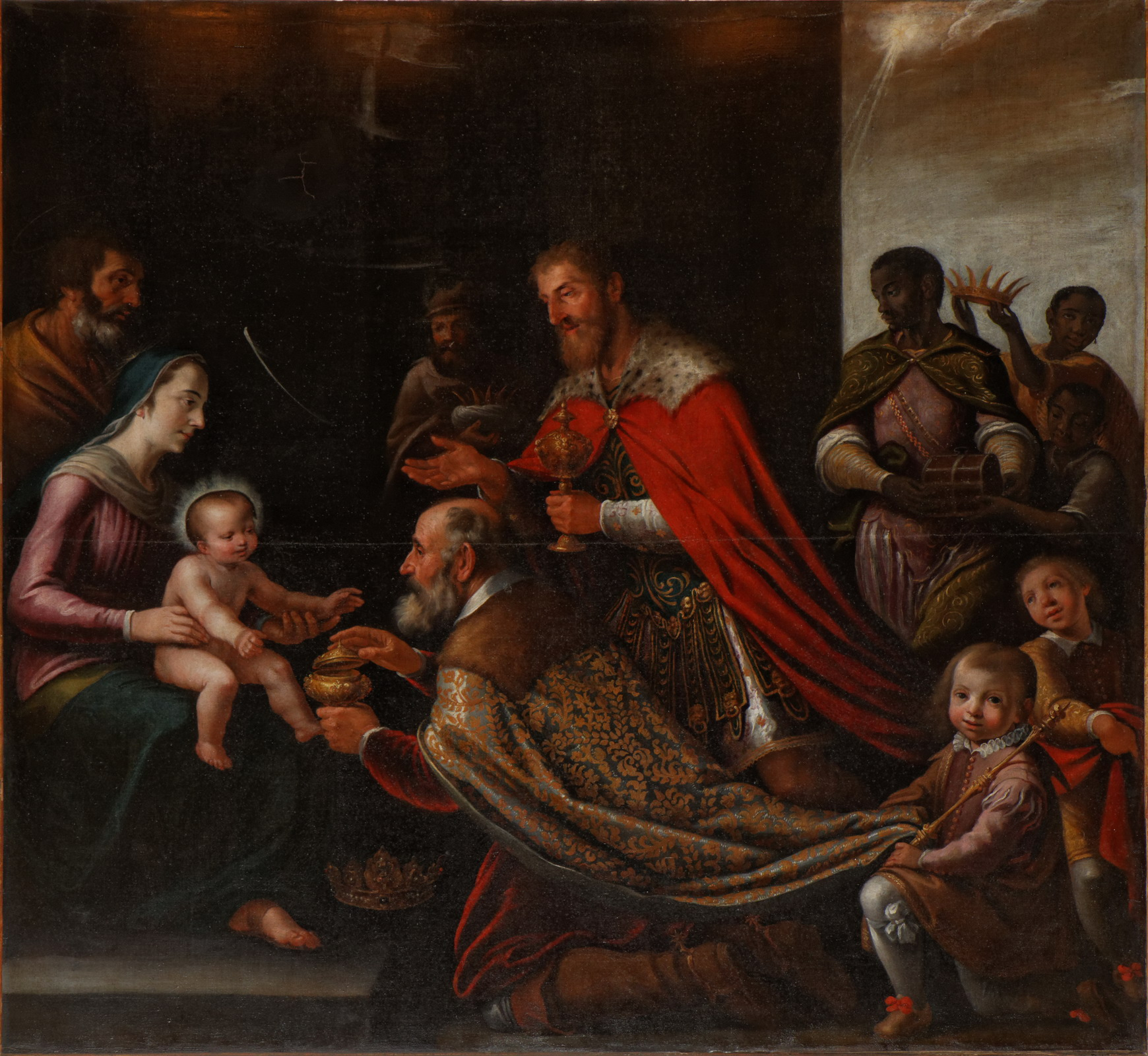
Adoration des Mages, Avignon, Grand Séminaire.
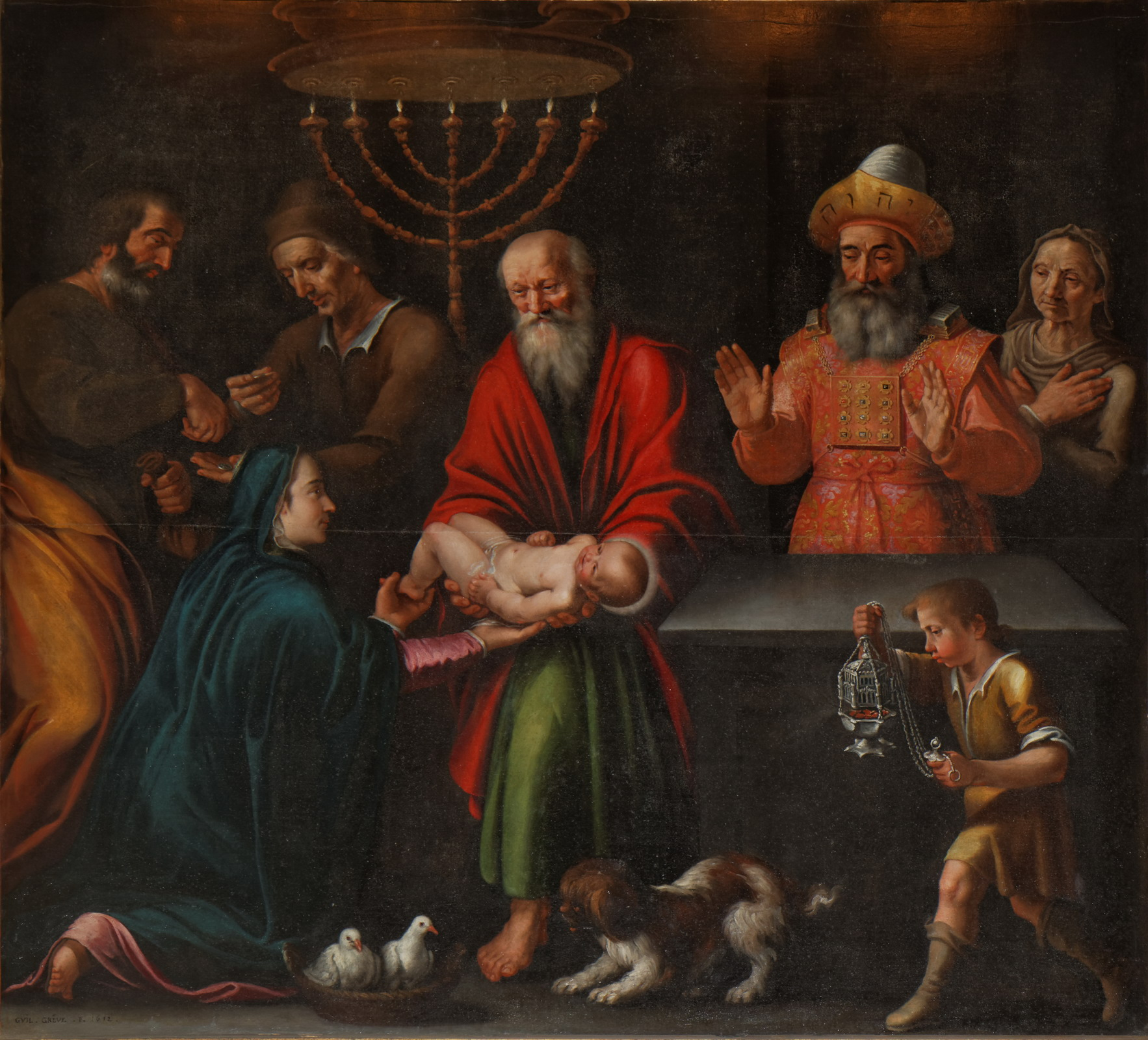
Présentation au Temple, Avignon, Grand Séminaire.
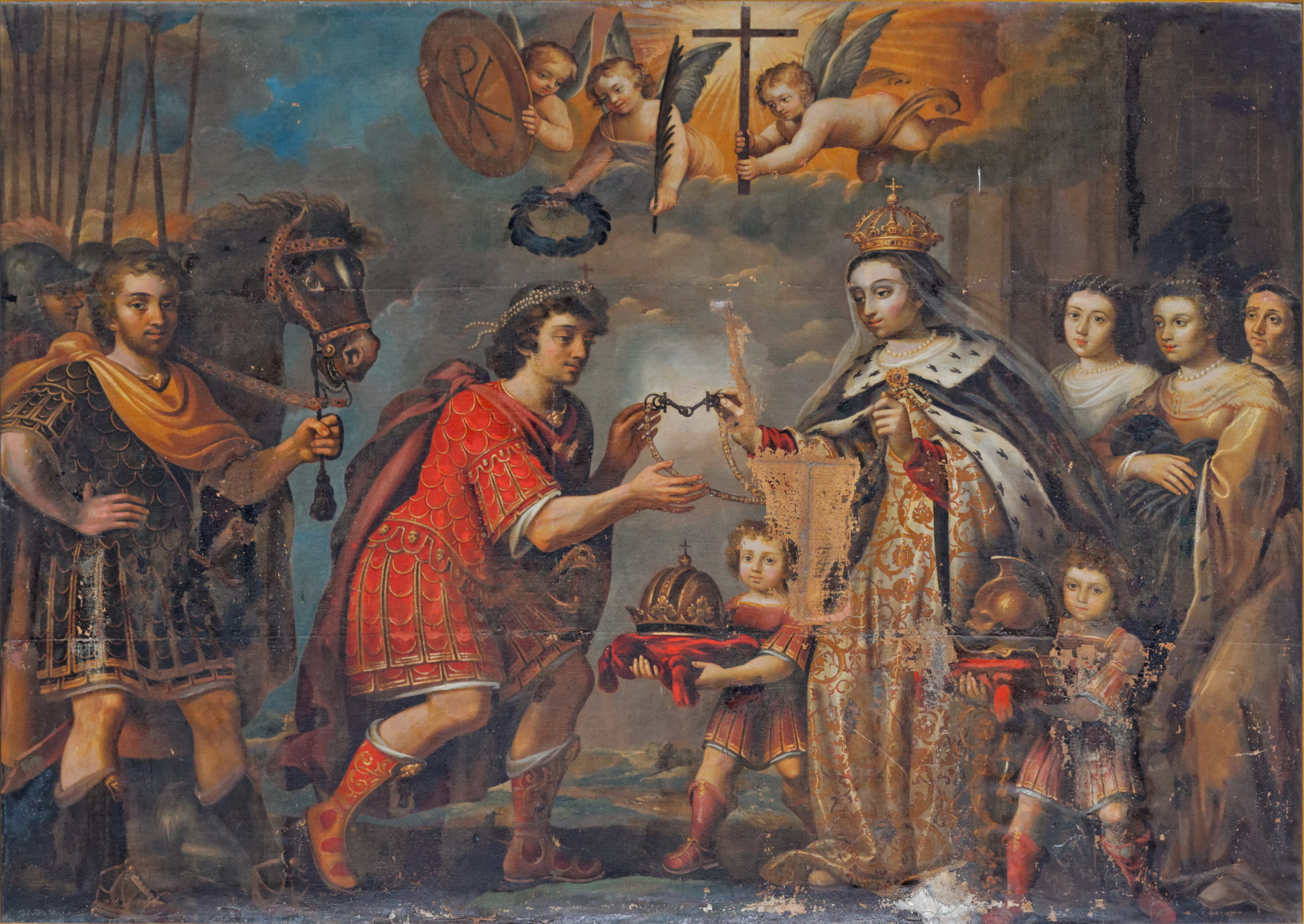
La remise du Saint Mors, Carpentras, St Siffrein.

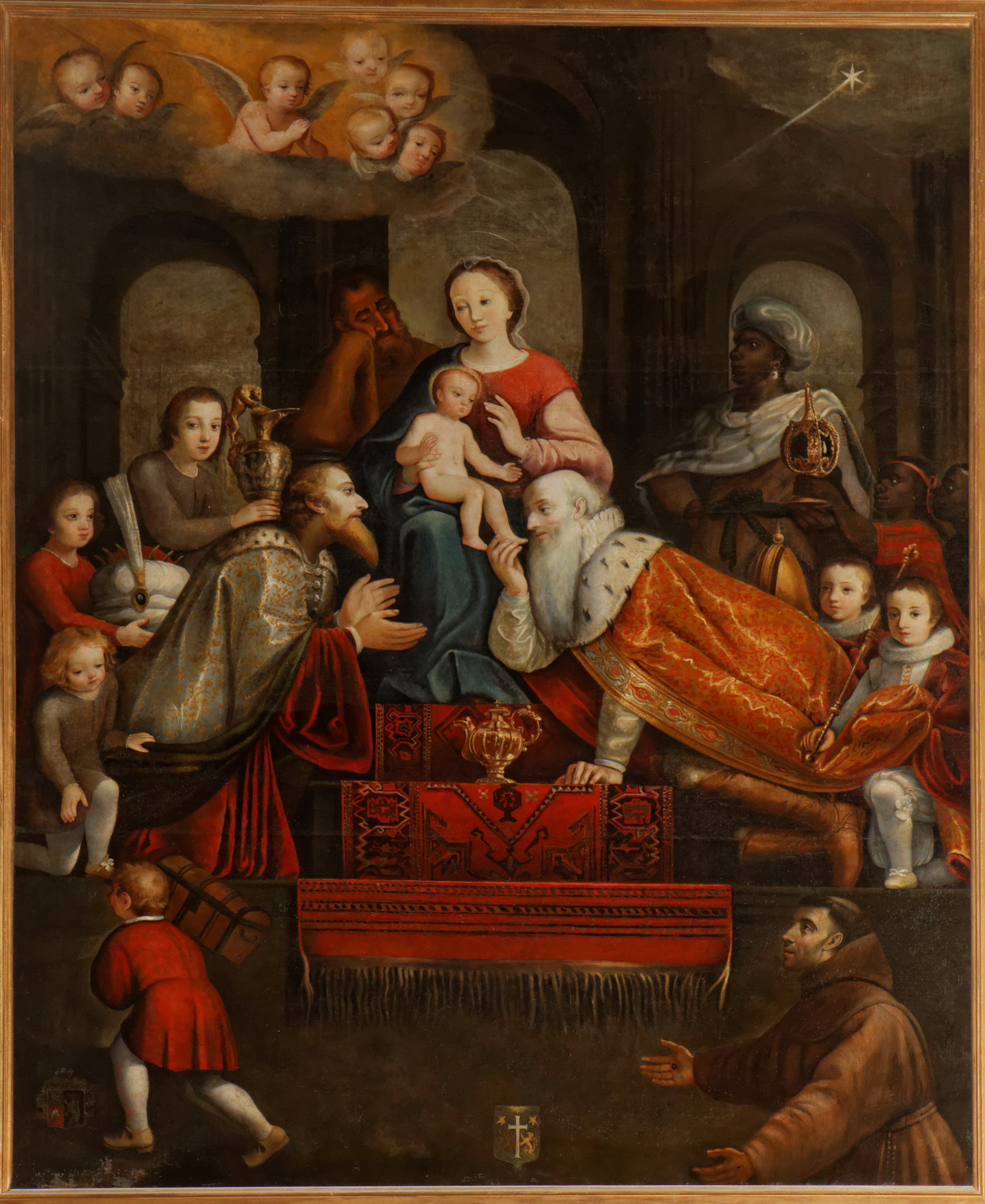
Adoration des Mages, Église de Mouriès.
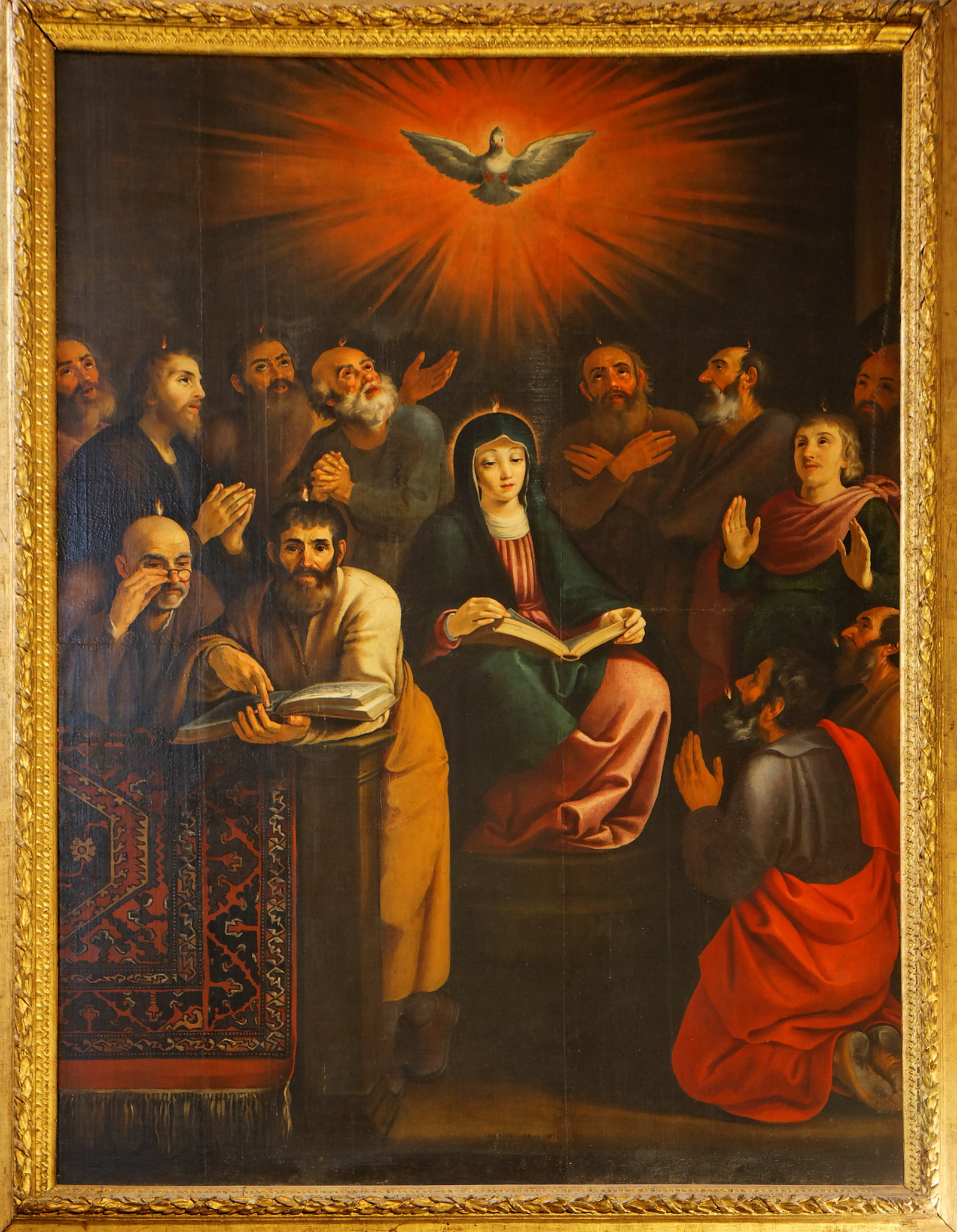
Descente du Saint-Esprit, Avignon, Église St Agricol.
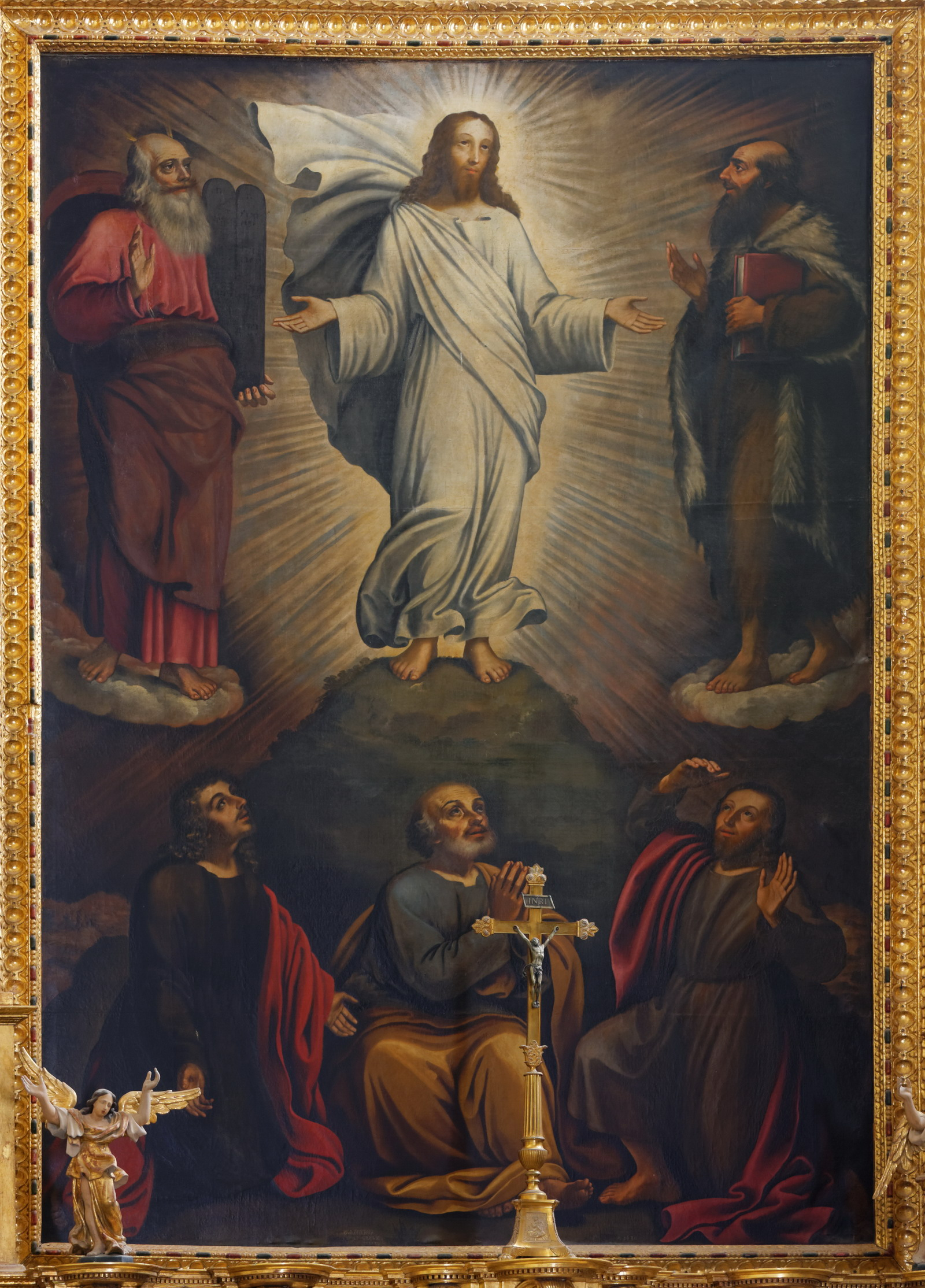
La Transfiguration, Église de Grignan.
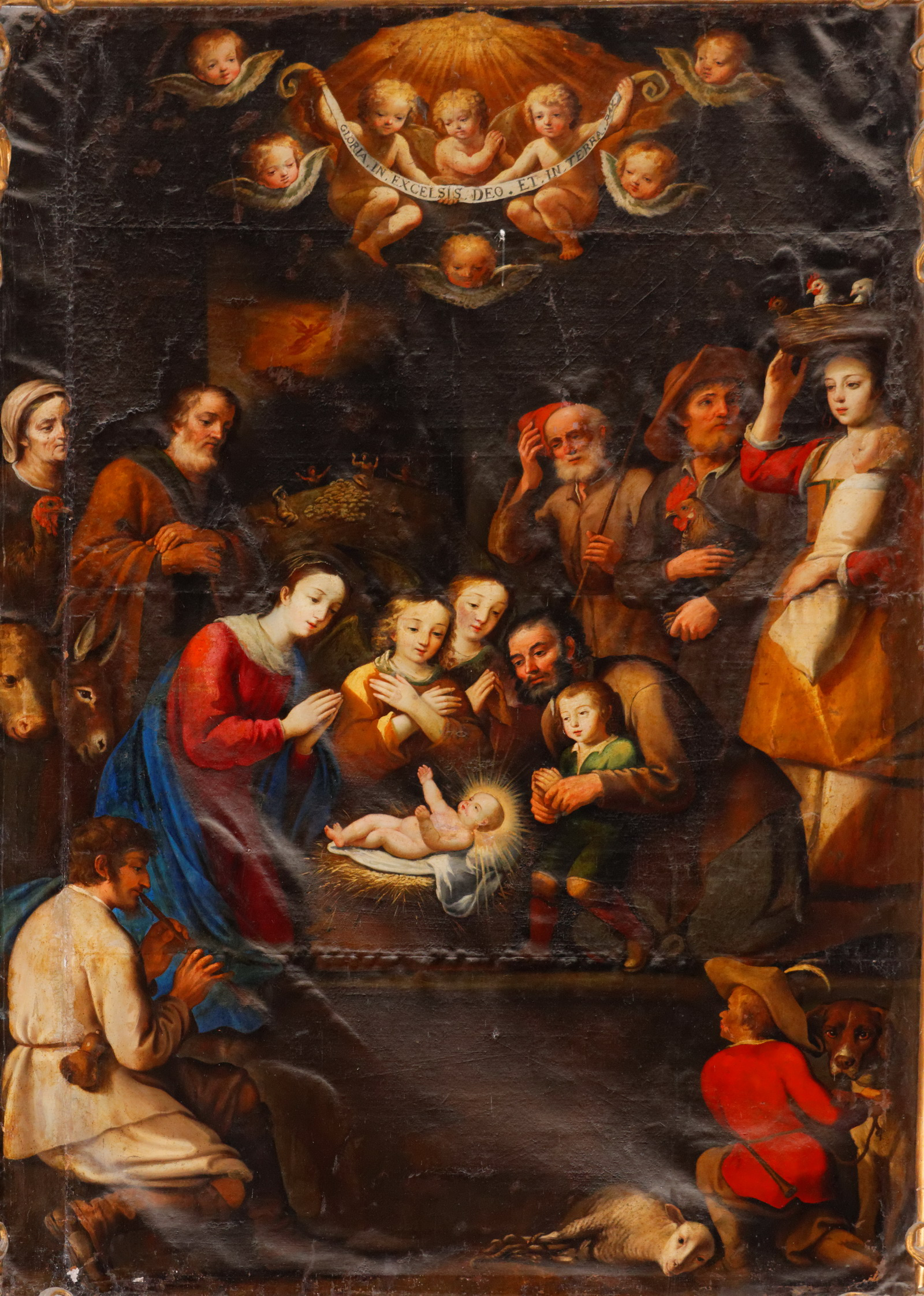
Nativité, Abbatiale de St Gilles.